# New Albany (Mississippi)
New Albany é uma cidade localizada no estado americano de Mississippi, no Condado de Union.

## Demografia
Segundo o censo americano de 2000, a sua população era de 7607 habitantes.
Em 2006, foi estimada uma população de 8065, um aumento de 458 (6.0%).

## Geografia
De acordo com o United States Census Bureau tem uma área de
44,4 km², dos quais 44,2 km² cobertos por terra e 0,2 km² cobertos por água.

## Localidades na vizinhança
O diagrama seguinte representa as localidades num raio de 24 km ao redor de New Albany.

## Personalidades
- William Faulkner (1897-1962), prémio Nobel da Literatura de 1949